# Wendey Stanzler
Wendey Stanzler é uma editora e cineasta americana.